# Krankenhaus Barmherzige Brüder (Eisenstadt)

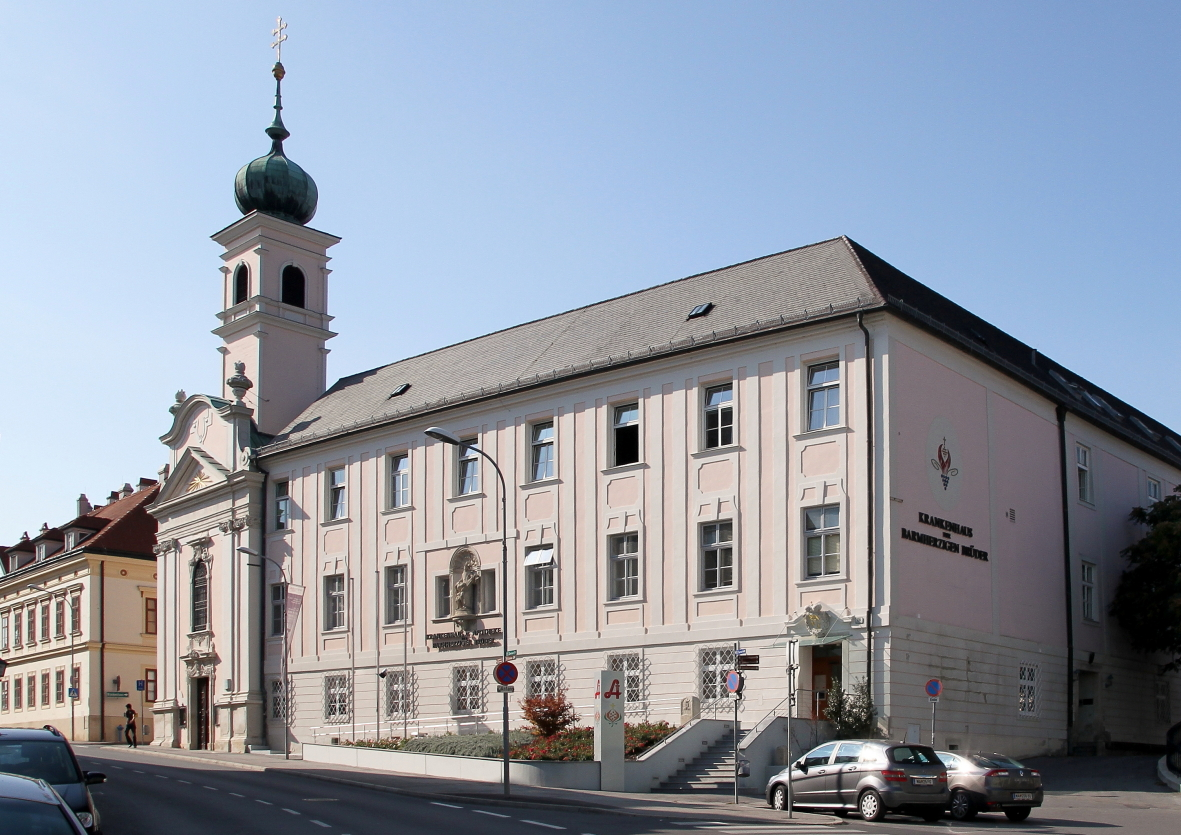
Krankenhaus der Barmherzigen Brüder Eisenstadt

Das Krankenhaus der Barmherzigen Brüder Eisenstadt steht in Eisenstadt am Johannes-von-Gott-Platz 1.

## Geschichte
Die ehedem ungarische grundherrliche Freistadt hatte um 1500 ein Armenhaus, wo Brüder des St.-Georg-Ritterordens Kranke und Verwundete pflegten. Mit 1622 war Eisenstadt Residenz der Esterházy, welche dann ein Bürgerspital unterhielten. 2008 wurden bei der Umgestaltung des Kalvarienbergplatzes Fundamente entdeckt, die einem Armenhaus, von Paul I. Ende des 17. Jahrhunderts errichtet, zugeordnet werden. Im Jahre 1711 wurde dieses Armenhaus den Franziskanern übergeben. Später erfolgte ein Neubau eines Armenhauses mit acht Pflegeplätzen für Alte und Kranke in der Esterházystraße 26. Im Jahre 1759 und mit Stiftungsbrief vom 20. Februar 1760 und Genehmigung von Kaiserin Maria Theresia am 10. Juni 1760 übergab Fürst Paul Anton II. Esterházy das Objekt einschließlich einer Kirche Salvator mundi oder Erlöser der Welt, für dessen Baujahr das Jahr 1739 angenommen wird, und eine ältere Vorgängerkapelle Maria Schnee den Barmherzigen Brüdern. Die Übergabefeier von Hospital, Kirche und Apotheke war am Namenstag des Vornamens Anton von Fürst Paul Anton II. am 13. Juni 1760 mit dem Bischof von Raab bzw. Gran der Diözese Győr, Graf Franz Zichy. Mit Übernahme durch die Brüder erfolgte der Neubau eines Spitals und Konventes und die Kirche wurde dem Hl. Antonius von Padua geweiht.

## Barmherzigenkirche Hl. Antonius von Padua

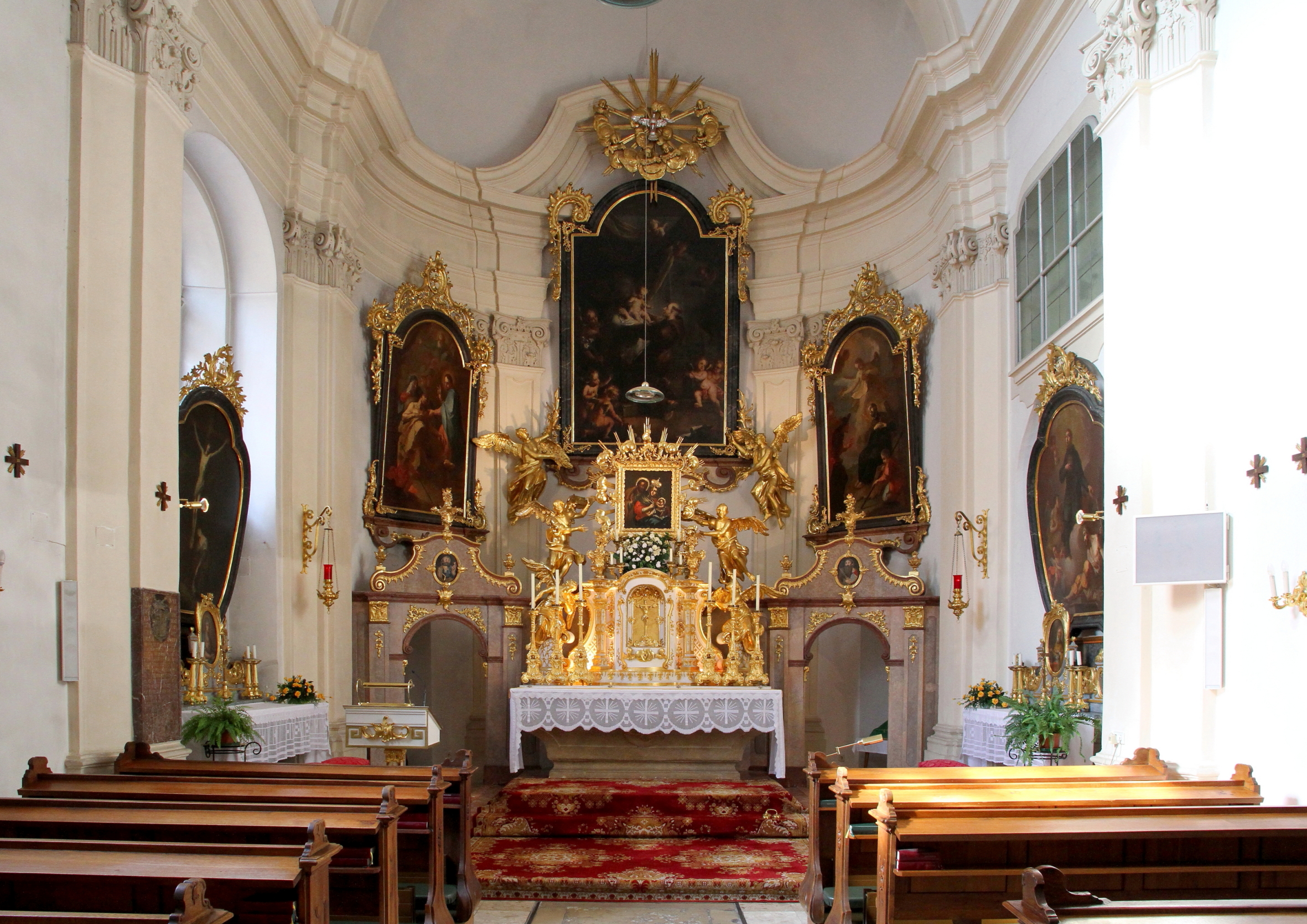
Inneres der Barmherzigenkirche

Der hochbarocke Bau aus dem Jahre 1739 ist an der Südwestecke des alten Spitals situiert und ist dem Hl. Antonius von Padua geweiht. Die schmale einachsige Fassade ist neben dem östlich anschließenden Spital vorgerückt und zeigt ionische Pilaster, einen flachen Mittelrisalit mit Giebel, ein Rechteckportal und Rundbogenfenster mit reichen Rahmungen mit Blatt- und Blütendekor und Voluten. Die Westseite der Kirche wird von vergitterten Fenstern gegliedert. Der Dachreiter mit Zwiebelhelm wurde in den Jahren 1964 bis 1965 in der alten Form erneuert.
Die Konventkirche hat nach dem Eingang den Vorbereich unter der Empore, welcher zum Hauptraum mit barockem schmiedeeisernen Gittern abgeschlossen ist. In der Rundbogenfüllung des mittigen Gitters ist ein mit Fürstenhut bekröntes Wappen des Fürsten Paul II. Anton Esterházy eingefügt. Dem Hauptraum folgt vorne ein Chor mit gerundeter Apsis. Die Fenster im Westen und ein Südfenster belichten die Kirche, das obergeschoßige Oratorium rechts des Chores ist mit einem Fenster abgeschlossen.
Der Hochaltar mit seitlichen Opfergangportalen aus der Bauzeit bildet ein reich geschnitzter und vergoldeter Tabernakelaufbau mit Vasen und Figuren. Über dem Tabernakel ein kleines Gemälde Heilige Familie mit Maria lactans aus 1760. Darüber in der Apsis mittig ein großes Gemälde Hl. Antonius von Padua in Verehrung des Jesuskindes von Franz Xaver Wagenschön aus 1768. Davon links ein Gemälde Tod des Hl. Joseph und rechts Tod des Hl. Franz Xaver. Beide Patrone verweisen mit dem Hl. Joseph auf einen guten Tod und mit dem Jesuitenmissionar Franziskus Xaverius auf ein gutes Sterben, und dass damals der Aufenthalt in einen Hospital zumeist der letzte Lebensweg für die Patienten war.
Im Refektorium sind Ölbilder der Fürsten Nikolaus I., Anton I., Nikolaus II. und Paul II. In der Sakristei steht eine Stehuhr von Franz Xaver Zoller aus Ödenburg.

## Haydnorgel
Die barocke Orgel der Barmherzigenkirche aus 1732 mit 8 Registern wurde von Johann Franz Frey aus Wiener Neustadt gebaut. Das einmanualige Orgelwerk mit 8 Registern und 429 Pfeifen und Pedal mit 12 gedackten Holzpfeifen wurde 1969 restauriert und in den ursprünglichen Zustand gebracht. Die Orgel gilt als Haydnorgel, was mittig in der Emporenbrüstung mit einer lorbeergefassten Porträtplastik von Haydn zur Darstellung kommt. Bevor Joseph Haydn nach Eisenstadt kam, hatte er bei den Barmherzigen Brüdern in Wien-Leopoldstadt von 1755 bis 1758 eine Anstellung als Primgeiger. Für die Möglichkeiten der Frey-Orgel dieser Kirche komponierte Haydn vermutlich um 1775 oder 1777 die Kleine Orgelsolomesse mit dem Titel Missa brevis Sti. Joannis de Deo (Hob. XXII:7).

## Altes Spital
Der zweigeschoßige Anfangsbau wurde im Jahre 1930 um ein drittes Geschoß erweitert. Mittig in der Südfassade eine Nische mit Muscheldekor mit Figur Johannes von Gott mit Inschrift 1762. Der Giebel zeigt das Wappen der Esterházy.

## Apotheke zum Granatapfel
Die Apotheke im Erdgeschoß des alten Spitals ist ein mit Platzln überwölbter Raum mit flachen Gurten. Im Portalgiebel ist das Wappen der Esterházy, links davor im Gehsteigbereich ein stehender oben gerundeter Stiftungsstein von Paul II. Anton Esterházy mit der Jahresbezeichnung 1759. Es gibt noch die Apothekeneinrichtung mit Weichholzregalen mit Pilaster und Rocailenbekrönung und Vasen mit Inschrift 1760 und Renovierung 1944. Dabei eine Uhr von Johann Müller aus Eisenstadt aus 1840. Wandmalerei aus dem 19. Jahrhundert mit Figuren Mohr und Türke mit Mörsern auf den Kopf.